# Das Mädchen, das an Wunder glaubt
Das Mädchen, das an Wunder glaubt (Originaltitel: The Girl Who Believes in Miracles) ist ein US-amerikanisches christliches Filmdrama aus dem Jahr 2021.

## Handlung
Inspiriert durch einen Prediger, der sagt, dass der Glaube Berge versetzen kann, erweckt die junge Sara allein durch ihr Gebet einen totgeglaubten Vogel sowie einen überfahrenen Hund wieder zum Leben und wird zu einer nationalen Berühmtheit, als ihr weitere Wunder zugeschrieben werden. So verhilft sie einem Jungen, der auf den Rollstuhl angewiesen ist, wieder zum Gehen und macht ein blindes Mädchen wieder sehend, indem sie zu Gott betet und um Heilung bittet. An dem See, wo sie den leblosen Körper des kleinen Vogels fand, ist sie Gott begegnet. Als ihre Mutter sie fragt, ob Gott mit ihr gesprochen habe, antwortet Sara, dass sie bald in den Himmel gehen wird. Sara hält ihre persönlichen Erlebnisse in kunstvollen Bildern fest, die auch eine Vision auf zukünftige Ereignisse darstellen.
Als sie das Bild eines auf einem Pferd reitenden Mädchen zeichnet, trifft sie wenig später tatsächlich auf ein krebskrankes Mädchen, das auf der Zeichnung dargestellt ist; auch sie wird von ihr durch Gebet geheilt. Saras Eltern sorgen sich um ihre Tochter, weil sie unter Kopfschmerzen und Müdigkeit leidet und dabei immer schwächer wird. Als Sara nach einer Wunderheilung erschöpft zu Boden fällt, wird sie ins Krankenhaus gebracht, wo bei ihr ein Gehirntumor diagnostiziert wird. Ihr behandelnder Arzt, Dr. Ben Riley, ein Freund der Familie, sagt, er kann nichts mehr für Sara tun, der Tumor sei inoperabel.
Saras Großvater Sam ist verzweifelt und betet am See zu Gott, bittet ihn, seine Enkelin nicht vorzeitig aus dem Leben zu nehmen und stattdessen ihn zu sich zu rufen. Sam möchte Saras letzten Wunsch erfüllen: Noch einmal möchte sie zum See und mit Gott sprechen. Aber ihre Eltern sind dagegen und wollen sie nicht mehr der Gefahr des an diesem Abend stürmischen Wetters aussetzen. Allen Warnungen zum Trotz arrangiert der Großvater die „Entführung“ von Sara aus dem Krankenhaus. Eine befreundete Aushilfskrankenschwester lenkt das Personal ab, und Saras Bruder Danny trägt sie ins Auto. Gemeinsam im Konvoi fahren sie zum See, wobei ein Reporterteam und ein Polizeifahrzeug die Verfolgung aufnehmen. Als Dannys Fahrt jäh durch einen umstürzenden Baum, der die Straße blockiert, beendet wird, beschließt er, zusammen mit den anderen sich zu Fuß durch den Wald einen Weg zum See zu bahnen. Ein plötzlich auftauchender bedrohlich wirkender Wolf wird durch den Hund von Dannys Sportkameraden erfolgreich verjagt.
Am See angekommen, versammelt sich die ganze Familie sowie Freunde hinter Sara. Ihnen erscheint Jesus, umgeben von einem hellen Licht; er ruft Sara zu sich. Alle Beteiligten sind tief ergriffen von der Erscheinung Jesu. Wie durch ein Wunder ist keiner der Anwesenden am See durch den Regen nass geworden. Saras lebloser Körper wird auf das Bett in ihrem Elternhaus gelegt, wo sich die Familie, Freunde und Bekannte einfinden. Auf einer von Saras letzten Zeichnungen ist zu erkennen, wie Gott sie zu sich ruft. Aber ihr Bruder Danny findet eine weitere Zeichnung, offenbar die allerletzte, worauf zu erkennen ist, dass Gott sie wieder zu ihrer Familie zurückkehren lässt. Danny betet zu Gott, dass er sie wieder erwecken möge. Tatsächlich erwacht Sara kurze Zeit später wieder und ist von ihrer schweren Krankheit geheilt. Sie erzählt, sie habe Gott gebeten, zu ihrer Familie zurückzukehren, weil sie noch nicht bereit für den Himmel sei. Fortan erklärt sie allen Anwesenden vor dem Haus, dass sie keine Wunderheilungen mehr vollbringen kann, aber Gott höre eines jeden Gebet.

## Rezeption

### Veröffentlichung
Der Film Das Mädchen, das an Wunder glaubt wurde am 2. April 2021 veröffentlicht. Bereits am 1. April 2021 war das Filmdrama auf digitalen Plattformen verfügbar. Die gesamten Einnahmen betrugen 3,2 Millionen US-Dollar, dem gegenüber standen Produktionskosten von 3 Millionen US-Dollar.

### Kritik
„Simpel gestricktes Glaubensdrama, das an Missionierungsgedanken mehr interessiert ist als an einer tieferlotenden Auseinandersetzung mit der Sinnhaftigkeit von Wundern und der Kraft von Gebeten. Die dürftige, unlogische Handlung passt in gewisser Weise zur mangelhaften inszenatorischen Umsetzung.“

## Hintergrund
Die Filmaufnahmen fanden in Oklahoma statt.